# Franky Batelier
Franky Batelier (Deauville, 12 de mayo de 1978) es un deportista francés que compitió en triatlón.
Ganó dos medallas en el Campeonato Europeo de Triatlón Campo a Través en los años 2009 y 2010. Además, obtuvo una medalla en el Campeonato Mundial de Xterra Triatlón de 2010, y tres medallas en el Campeonato Europeo de Xterra Triatlón entre los años 2007 y 2010.

## Palmarés internacional
| Campeonato Europeo | Campeonato Europeo  | Campeonato Europeo | Campeonato Europeo |
| Año                | Lugar               | Medalla            | Prueba             |
| ------------------ | ------------------- | ------------------ | ------------------ |
| 2009               | Cerdeña (Italia)    | Medalla de oro     | Individual         |
| 2010               | Myjava (Eslovaquia) | Medalla de oro     | Individual         |

| Campeonato Mundial | Campeonato Mundial      | Campeonato Mundial | Campeonato Mundial |
| Año                | Lugar                   | Medalla            | Prueba             |
| ------------------ | ----------------------- | ------------------ | ------------------ |
| 2010               | Maui (Estados Unidos)   | Medalla de plata   | Individual         |
| Campeonato Europeo |                         |                    |                    |
| Año                | Lugar                   | Medalla            | Prueba             |
| 2007               | Orosei (Italia)         | Medalla de plata   | Individual         |
| 2009               | Klopeiner See (Austria) | Medalla de oro     | Individual         |
| 2010               | Orosei (Italia)         | Medalla de oro     | Individual         |